# Скалабрини Ортис (станция метро)
«Скалабрини Ортис» (исп. Scalabrini Ortiz) — станция Линии D метрополитена Буэнос-Айреса.
Станция находится в районе Палермо, на пересечении улиц Авенида Санта-Фе и Авенида Скалабрини Ортис. Улица и станция метро были названы в честь Рауля Скалабрини Ортиса, писателя, журналиста и общественного деятеля первой половины XX века. Первоначального же станция носила имя британского премьер-министра и дипломата Джорджа Каннинга начала XIX века. Станция была открыта 29 декабря 1938 года. В 1997 году станция была включена в число Национальных исторических памятников.
Платформы станции украшают 2 фрески, рассказывающие о северо-западе Аргентины, размером 15,5 х 1,8 метров. Первая фреска выполнена по эскизу 1938 года художника Родольфо Франко, называется «Воспоминания о Сальте» (исп. Evocaciones de Salta), а другая — «Крестьянские работы» (исп. Tareas campesinas).

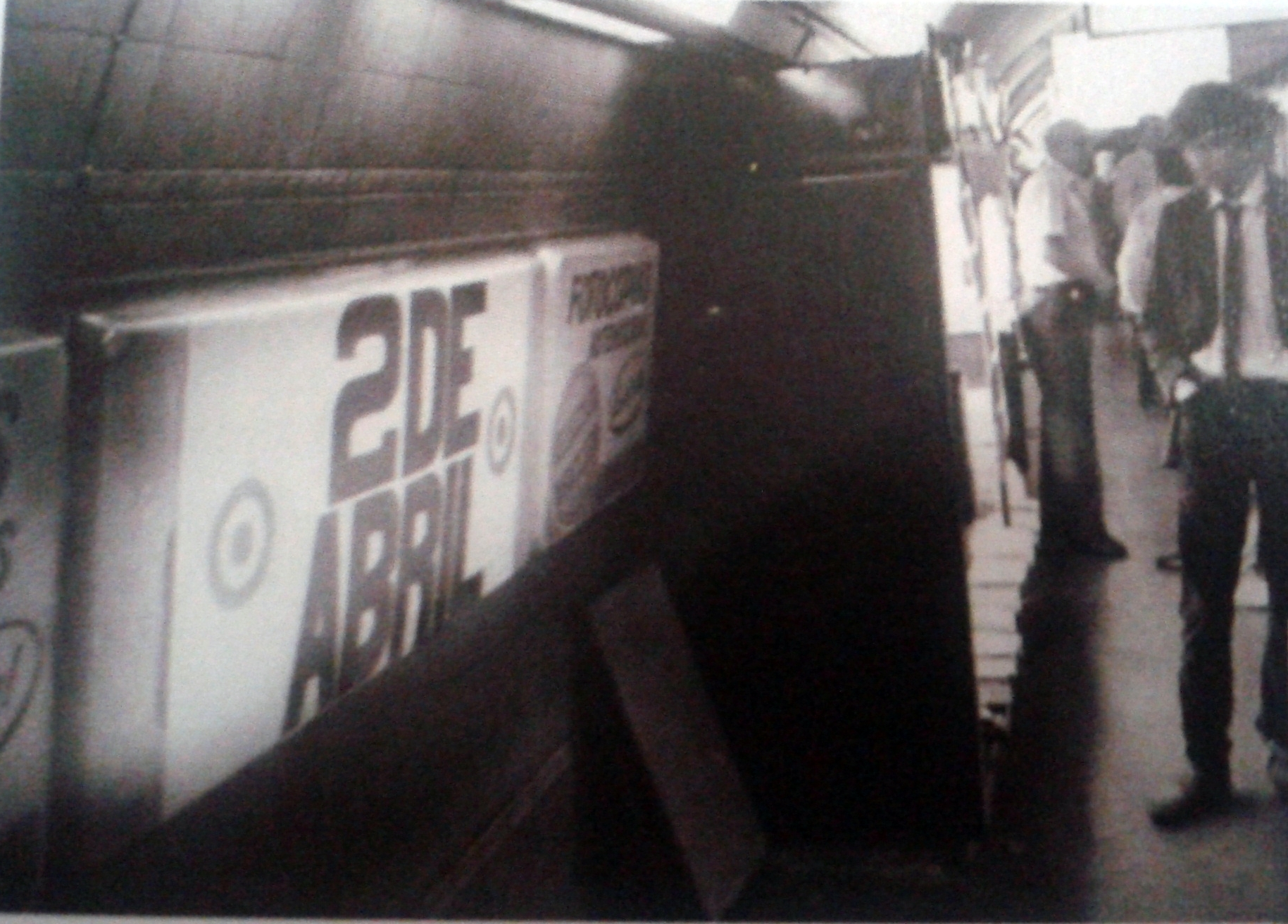
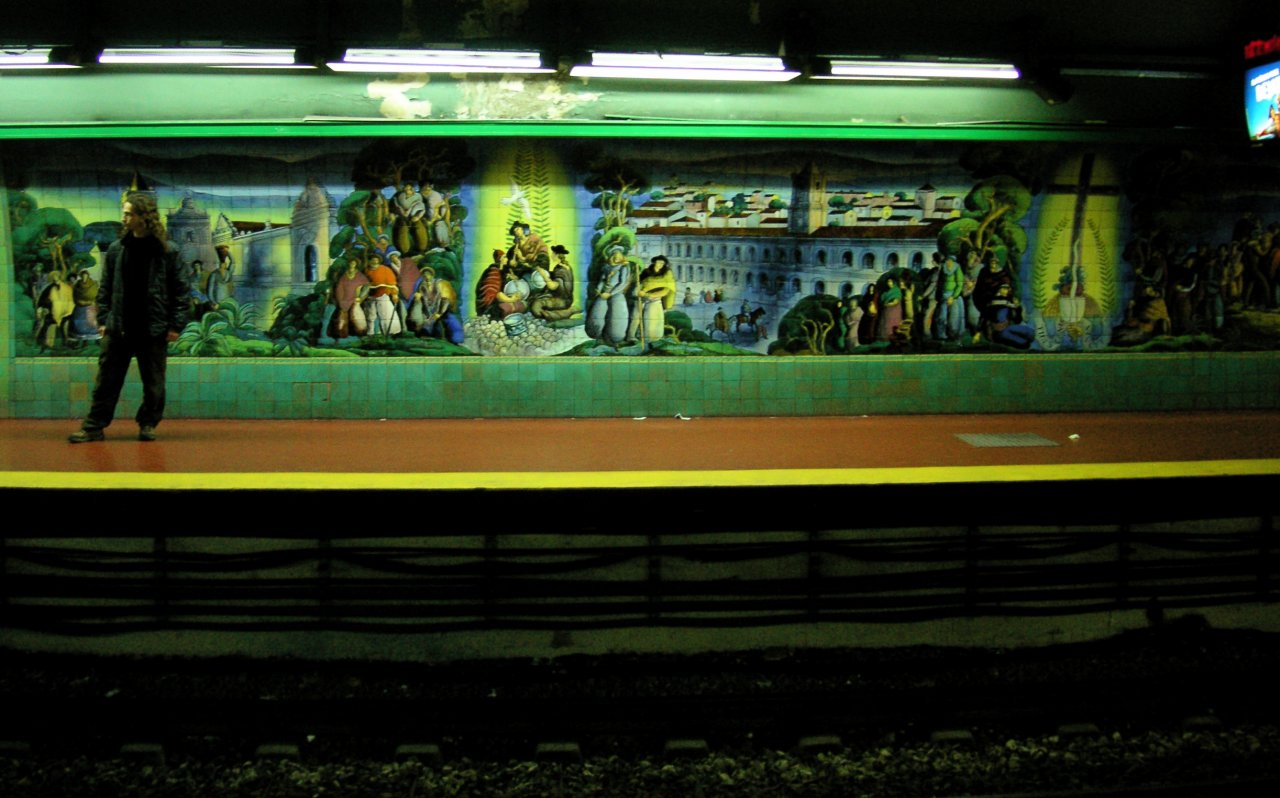